# Caloplaca tromsoeënsis
Caloplaca tromsoeënsis är en lavart som beskrevs av H.Magn.. Caloplaca tromsoeënsis ingår i släktet orangelavar, och familjen Teloschistaceae. Arten är reproducerande i Sverige.